# Đường bờ dâng cao
Đường bờ dâng cao là một đường bờ biển cổ nằm trên mực nước biển hiện thời. Loại địa hình này hình thành từ sự thay đổi tương đối của mực nước biển do tình trạng dâng lên của mực nước biển toàn cầu, phản ứng đẳng tĩnh và/hoặc kiến tạo nâng. Các đường bờ này nói chung đã nằm trên mực nước biển hiện tại khi mực nước biển dâng lên sau khi các sông băng lùi dần. Sau đó, tiến trình điều chỉnh đẳng tĩnh hậu băng hà đã giúp nâng cao các đường bờ này hơn nữa.
Có thể tìm thấy các ví dụ về đường bờ dâng cao dọc bờ biển các vùng đất xưa kia là băng hà ở Ireland, Scotland và Bắc Mỹ.